# Aricia similis
Aricia similis är en fjärilsart som beskrevs av Tutt 1912. Aricia similis ingår i släktet Aricia och familjen juvelvingar. Inga underarter finns listade i Catalogue of Life.